# اقتصاد تقليدي

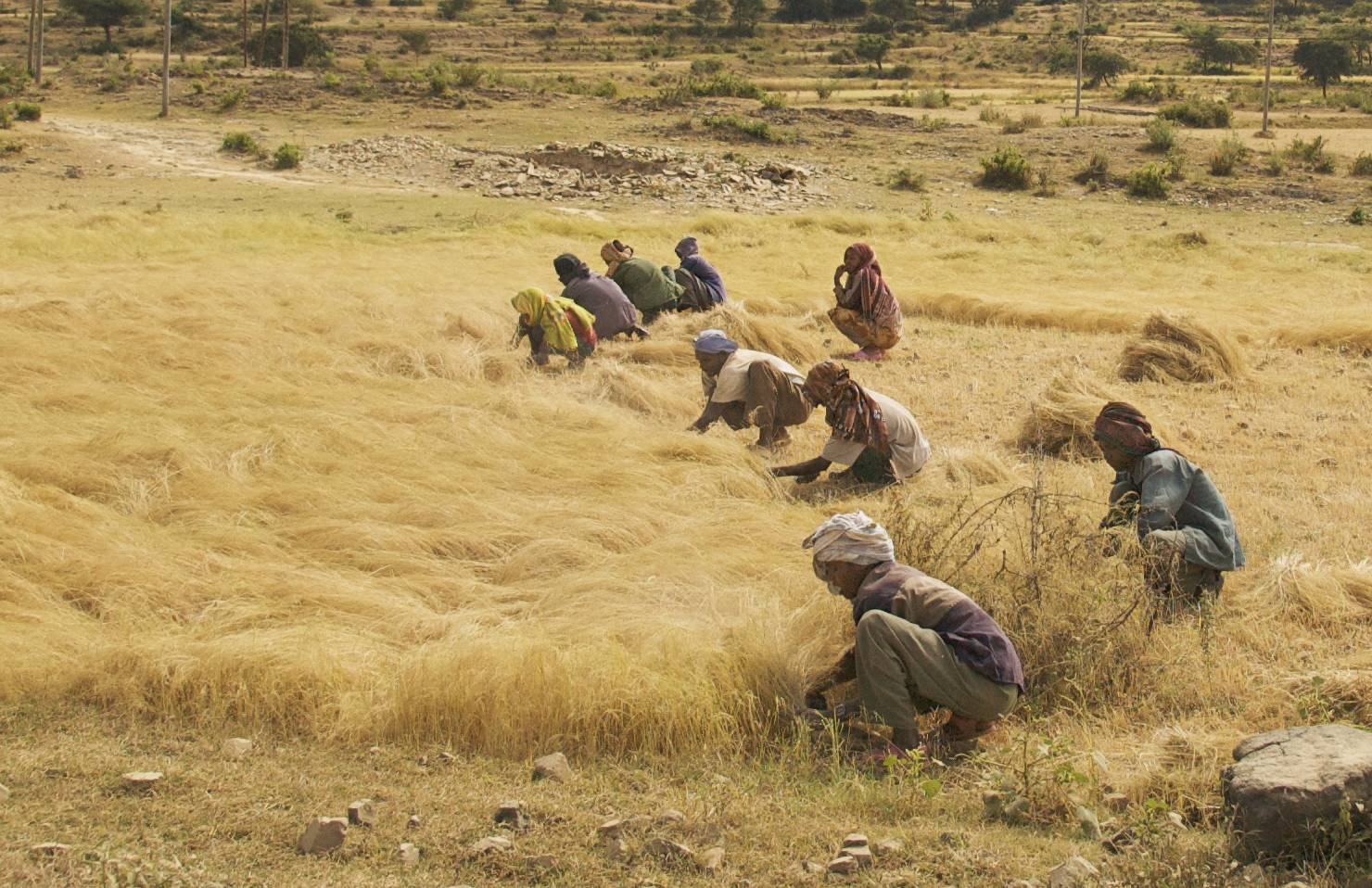

إن الاقتصاد التقليدي هو أي نظام ينطوي على زراعة الكفاف الشاملة أو بدلاً من ذلك هو ذلك الاقتصاد الذي يخرج عن إطار تعريفات اقتصادات السوق أو الاقتصاد المخطط مركزيًا. وتضم أمثلة الاقتصادات التقليدية اقتصاديات إنويت أو اقتصاديات زراعات الشاي في جنوب الهند. وينظر إلى الاقتصاديات التقليدية في الشائع على أنها أنظمة اقتصادية «بدائية» أو «غير متطورة»، وتستخدم أدوات أو أساليب لم تعد مستخدمة اليوم. وكما هو الحال مع فكرة البدائية المعاصرة والحداثة نفسها، لا يعتقد علماء الاقتصاد والأنثروبولوجيا بفكرة أن الاقتصاديات التقليدية اقتصاديات رجعية.
ربما تعتمد الاقتصاديات التقليدية على العادات والتقاليد أو الطلب، بينما تعتمد القرارات الاقتصادية على تقاليد المجتمع أو الأسرة أو التقاليد الدينية.